# Heterusia conon
Heterusia conon là một loài bướm đêm trong họ Geometridae.